# Eudesmia unicincta
Eudesmia unicincta är en fjärilsart som beskrevs av George Francis Hampson 1900. Eudesmia unicincta ingår i släktet Eudesmia och familjen björnspinnare. Inga underarter finns listade i Catalogue of Life.